# Comté d'Anderson (Texas)
Pour les articles homonymes, voir Comté d'Anderson et Anderson.
Le comté d'Anderson (anglais : Anderson County) est un comté situé dans l'est de l'État du Texas aux États-Unis. Le siège du comté est à Palestine. Selon le recensement de 2020, sa population est de 57 922 habitants.

## Géographie
Le comté a une superficie de 2 792 km2, dont 2 773 km2 de terres.

### Comtés limitrophes
|                    | Comté de Henderson |                   |
| Comté de Freestone | Comté d'Anderson   | Comté de Cherokee |
| Comté de Leon      | Comté de Houston   |                   |

### Principales autoroutes
- U.S. Route 79
- U.S. Route 84
- U.S. Route 175
- U.S. Route 287
- Texas State Highway 19
- Texas State Highway 155
- Texas State Highway 294

## Démographie
| Groupes           | Comté d'Anderson | Texas | États-Unis |
| ----------------- | ---------------- | ----- | ---------- |
| Blancs            | 66,1             | 70,4  | 72,4       |
| Afro-Américains   | 21,1             | 11,9  | 12,6       |
| Autres            | 10,2             | 10,6  | 6,4        |
| Métis             | 1,7              | 2,5   | 2,7        |
| Asiatiques        | 0,5              | 3,8   | 4,8        |
| Amérindiens       | 0,4              | 0,7   | 0,9        |
| Total             | 100              | 100   | 100        |
|                   |                  |       |            |
| Latino-Américains | 15,9             | 37,6  | 16,7       |

Selon l'American Community Survey, pour la période 2011-2015, 85,18 % de la population âgée de plus de 5 ans déclare parler anglais à la maison, alors que 13,52 % déclare parler l’espagnol et 1,30 % une autre langue.